# Günther
Mats Olle Göran Söderlund (Malmö, 25 de julio de 1967) es un cantante, tecladista y antiguo modelo sueco nacido en 1967. Conocido por el seudónimo de Günther, debutó en la industria musical en 2004. Su mayor éxito hasta ahora es su tema “Ding Dong Song”.

## Carrera musical
Trabajó de modelo hasta que dejó las pasarelas para dedicarse a regentar varios clubes en su ciudad natal (Malmö), usando un sintetizador para componer la melodías de muchas canciones. En 2004, empezó en la industria discográfica con el seudónimo de Günther. Suele cantar con las Sunshine Girls, aunque también ha colaborado con otros artistas como Samantha Fox. Hasta ahora, ha publicado un solo disco, Pleasureman (2004), donde se destacan canciones como Ding Dong Song, Tutti Frutti Summer Love o el dueto con Samantha Fox, Touch Me. También ha compuesto varias melodías para otros artistas como Carlito (Dr. Bombay).
Mats y las Sunshine Girls entraron en el festival de música sueco llamado Melodifestivalen, donde compitieron para representar a Suecia en Eurovision, pero se quedaron en la semifinal.

## Discografía
- 2004 - Pleasureman
- TBA Posiblemente 2015 - Dirty Man Swedish Sex Beast

## Singles

### Con "The Sunshine Girls"
- 2004 - Golddigers
- 2004 - Ding Dong Song
- 2004 - Teeny Weeny String Bikini
- 2004 - One Night Stand
- 2004 - Crazy and Wild
- 2005 - Tutti Frutti Summerlove
- 2005 - The Christmas Song (Ding Dong)
- 2006 - Like Fire Tonight
- 2006 - Christmas Song
- 2007 - Sun Trip (Summer Holiday)
- 2007 - Obsession (Of Lust)
- 2010 - Pussycat
- 2010 - My Boudoir
- 2010 - Famous (Recipe for fame)
- 2016 - No Pantalones

Con Samantha Fox
- 2004 - Touch Me

Solo
- 2013 - I'm Not Justin Bieber B*tch
- 2022 - Sex Myself
- 2023 - Coupe de Main
- 2023 - Real Sassy
- 2024 - SHUT UP (dance with me)

Con Blizz Bugaddi
- 2017 - Dynamite

Con GPF (Greazy Puzzy Fuckerz)
- 2024 - XXX